# Eleccions parlamentàries ruandeses de 1961
Les eleccions parlamentàries ruandeses de 1961 es van celebrar a Ruanda el 25 de setembre de 1961 juntament amb un referèndum sobre la monarquia del país. El resultat va ser una victòria del MDR-Parmehutu, que va obtenir 35 dels 44 escons a la Assemblea Legislativa. La participació del vot fou del 95,6%.
Van ser les últimes eleccions multipartidistes celebrades a Ruanda fins al 2003.

## Resultats
| Partit                                        | Vots      | %     | Seats |
| --------------------------------------------- | --------- | ----- | ----- |
| MDR-Parmehutu                                 | 974,329   | 77.6  | 35    |
| Unió Nacional Ruandesa                        | 211,929   | 16.9  | 7     |
| Associació per la Promoció Social de la Massa | 45,740    | 3.6   | 2     |
| Reagrupament Democràtic Ruandès               | 4,172     | 0.3   | 0     |
| Altres partits                                | 19,726    | 1.7   | 0     |
| Vots nuls/en blanc                            | 22,248    | −     | −     |
| Total                                         | 1,278,144 | 100   | 44    |
| Votatns registrats/participació               | 1,337,096 | 95.59 | −     |
| Font: Nohlen et al.                           |           |       |       |